# Takayoshi Ishihara
Pour les articles homonymes, voir Ishihara.
Takayoshi Ishihara (石原 崇兆, Ishihara Takayoshi), né le 17 novembre 1992, est un footballeur japonais.

## Biographie
Ishihara commence sa carrière professionnelle en 2011 avec le club du Fagiano Okayama, club de J2 League. Il dispute un total de 129 matchs avec le club. En 2015, il est transféré au Matsumoto Yamaga FC, club de J1 League. Le club relégué en J2 League à l'issue de la saison 2015. Il dispute un total de 130 matchs avec le club. En 2019, il est transféré au Vegalta Sendai, club de J1 League.